# كينيث فيكتور يونغ
كينيث فيكتور يونغ (بالإنجليزية: Kenneth Victor Young)‏ هو رسام أمريكي، ولد في 1933 في لويفيل في الولايات المتحدة، وتوفي في 2017.